# Mircze
Mircze è un comune rurale polacco del distretto di Hrubieszów, nel voivodato di Lublino.
Ricopre una superficie di 233,82 km² e nel 2007 contava 8 099 abitanti.